# Kabuna
Koordinaten: 58° 44′ N, 22° 32′ O
Kabuna ist ein estnisches Dorf (estnisch küla) in der Landgemeinde Hiiumaa (bis 2017: Landgemeinde Emmaste). Es liegt auf der zweitgrößten estnischen Insel Hiiumaa (deutsch Dagö).
Kabuna hat sieben Einwohner (Stand 31. Dezember 2011).